# Jack Endino
Jack Endino est un producteur et ingénieur du son américain né en 1964 et vivant à Seattle, considéré comme le principal responsable de l'explosion de la scène locale au début des années 1990 et du grunge à travers le label Sub Pop. Il a ainsi produit Mudhoney, Tad, Soundgarden et Nirvana à leurs débuts.

## Biographie
Jack Endino monte le groupe Skin Yard avec Daniel House en 1985. À l'origine batteur, il joue de la guitare jusqu'à ce que Matt Cameron quitte le groupe pour Soundgarden en septembre 1986. En mars de cette année, C/Z Records publie la compilation Deep Six, qui a fortement influencé le son de Seattle et sur laquelle Skin Yard apparaît à deux reprises. En juillet, il déménage son studio d'enregistrement pour s'installer  au Reciprocal Recording avec Chris Hanzsek, l'ingénieur du son de Deep Six. Autodidacte, Jack Endino produit le premier album studio éponyme de son groupe, qui paraît en janvier 1987.
Il devient rapidement très prisé de la scène montante de Seattle pour ses compétences et ses tarifs peu prohibitifs. Ainsi, il facture 606,17 $ la trentaine d'heures d'enregistrement de Bleach à Nirvana,, pour lequel il utilise un magnétophone enregistreur multipiste. Après le succès de Nevermind en 1991, le premier album du trio devient disque de platine et la meilleure vente du label Sub Pop,.
À la fermeture du studio Reciprocal Recording en juillet 1991, Jack Endino continue son métier de façon indépendante en parallèle de sa carrière musicale. Après le premier solo, Angle of Attack, en 1990, il publie le second, Endino's Earthworm, en 1992, puis le troisième, Permanent Fatal Error, en 2005, le quatrième, Set Myself On Fire, devant paraître en 2013. Entre-temps, Skin Yard se dissout en 1992 et Jack Endino joue dans plusieurs groupes en parallèle : Suitcase Nukes, Wellwater Conspiracy (2000-2001), Upwell (2003-2004), Nervous Freemasons (2006), Slippage (depuis 2006), Kandi Coded (depuis 2007).

## Style musical
Son travail auprès de C/Z Records, de Sub Pop et donc d'une grande majorité des groupes de Seattle qui ont explosé au début des années 1990  lui vaut une apparition dans le documentaire Hype! publié en 1996, dans lequel il est décrit comme le « parrain du grunge ». Il est également consulté lors de l'écriture de Grunge is Dead: The Oral History of Seattle Rock Music par Greg Prato, paru en 2009. Depuis le début de sa carrière, il a collaboré avec la scène grunge (Green River, Screaming Trees, Soundgarden, Mudhoney, TAD, Nirvana, Hole…), des groupes thrashcore (The Accüsed, Willard, Zeke, The Grannies), mais aussi des artistes étrangers (Titãs, Guillotina, Therapy?, Bruce Dickinson, Burning Heads, Spiderbait).
Jack Endino est reconnu pour ses enregistrements dépouillés et sa non « sur-production » musicale. Avec peu d'effets et de mastering, le son brut qu'il produit est l'une des caractéristiques principales qu'il a donné au mouvement grunge, notamment au travers de ses deux plus grands succès commerciaux : Screaming Life de Soundgarden en 1987 et surtout Bleach de Nirvana en 1989. Il évoque cette sonorité comme « un son terrible. Puis j'ai enregistré bon nombre de groupes dont la guitare sonnait aussi mal, ce qui a donné naissance à une nouvelle esthétique. Ce son horrible est devenu un standard ».

### Ouvrages
- (en) Michael Azerrad, Come as You Are : The Story of Nirvana, Doubleday, 1er septembre 1993, 336 p. (ISBN 0-385-47199-8)

1. ↑  Azerrad 1993, p. 91

- Florent Mazzoleni, Nirvana et le Grunge : 15 Ans de Rock Underground américain, Paris, Presses de la Cité, coll. « Gilles Verlant présente », 6 février 2006, 159 p. (ISBN 2-258-06963-7)

1. ↑  Mazzoleni 2006, p. 70
2. ↑  Mazzoleni 2006, p. 88
3. ↑  Mazzoleni 2006, p. 72

### Autres sources
1. 1 2  (en) « Jack Endino », sur allmusic.com (consulté le 21 mars 2013)
2. ↑  (en) « RIAA - Gold & Platinum Search Database », sur riaa.com (consulté le 2 mars 2013)
3. ↑  (en) « Sub Pop Records 1988 - 2008 », sur subpop.com (consulté le 11 mars 2013)
4. 1 2  (en) « (UPDATED 2013)"Are you still active as a musician?" », sur endino.com (consulté le 24 mars 2013)
5. ↑  (en) « Grunge Is Dead », sur ecwpress.com (consulté le 21 mars 2013)
6. ↑  (en) « Interview with Sluggo of The Grannies on Outsight Radio Hours », sur archive.org (consulté le 24 mars 2013)